# فیزیک بسپار
فیزیک پلیمر شاخه‌ای از علم فیزیک است که به مطالعهٔ تغییرات، خواص فیزیکی و رفتار شیمیایی بسپارها و بسپارش می‌پردازد.
«فیزیک پلیمر» علاوه بر آنکه زیرشاخهٔ فیزیک حالت جامد می‌باشد، می‌تواند به عنوان شاخه‌ای از فیزیک آماری نیز محسوب شود.
بعضی از پلیمرها بسیار پیچیده هستند بطوریکه نمی‌توان آنها را با یک روش معین توصیف کرد. در اینجا از تقریبهای مکانیک آماری استفاده می‌شود که در مورد پلیمرهای بزرگ مؤثر است زیرا این پلیمرها را می‌توان به شکل سیستمهایی در «حد ترمودینامیکی» در نظر گرفت.

## مراجع
- مشارکت‌کنندگان ویکی‌پدیا. «فیزیک پلیمر». در دانشنامهٔ ویکی‌پدیای انگلیسی، بازبینی‌شده در ۲ دسامبر ۲۰۰۹.